# Голінське міністерське училище
Голінське двокласне міністерське училище — середній навчальний заклад у системі Міністерства освіти Російської імперії в Чернігівській губернії. Засноване у Дептівці Голінської волості, а 1860 р. переведено до волосного центра — села Голінка Конотопського повіту. Існувало до літа 1919 року, коли було ліквідовано російськими окупаційними органами влади.

## Історія
Голінське 2-класне міністерське училище бере початок з однойменного навчального закладу, створеного у великому козацькому селі Дептівка, що знаходиться неподалік волосного центру — Голінки. В 1860 р. Міністерство освіти добилося переведення цього училища до Голінки. 
В 1894 р. законовчителем Голінського міністерського училища став відомий земський діяч отець Іоанн Нагорський, а в 1895 р. для училища було зведено ошатну одноповерхову будівлю, яка існує у Голінці донині. Будівництво здійснено коштом козацької громади Голінки, яка володіла багатим гамазеєм. 
З початком 1900-х років Міністерське училище було під опікою Чернігівського губернського земства, яке звело своїм коштом ще одне навчальне приміщення — на південно-західній частині ділянки Спасо-Преображенської церкви (пізніше будівля відома як дєтдом — розібрана у 1980-х роках). Споруда одноповерхова, з опаленням голландськими пічками, з прекрасним денним освітленням — 48 високих вікон (2 метри 30 сантиметрів). Училище мало окремі навчальні приміщення для дівчат та хлопців. 
У часи УНР міністерське училище ділило приміщення будівлі з Голінським реальним училищем, учні якого вчилися тут у другу зміну. Директором Міністерського училища у 1918/1919 навчальному році був козак Іван Пащенко. За його сприяння учні училища регулярно проходили загальну вакцинацію у Голінській медичній дільниці, тому місцеві школярі не зазнали жодних поширених епідемій у той воєнний час (останній огляд учнів та щеплення від віспи проведено ще за нормативами Міністерства охорони здоров'я УНР у березні 1919 р.). 
Після окупації Голінки військами російських більшовиків улітку 1919, Конотопське повітове управління освіти негайно «комунізувало» голінські училища — Двокласне міністерське та Реальне, а на їх базі проголосила створення 2-ї радянської школи І ступеня. У липні повітовий відділ Охорони здоров'я УРСР провів ревізію стану училища та кількості учнів. 
Згідно з ревізією, укладеною Іваном Пащенком 22 липня 1919 р., щойно ліквідоване Міністерське училище мало: 
- спортивний майданчик для фізкультури;
- учнівський сад та город;
- учнівська та вчительська бібліотеки;
- 108 навчальних столів (парт);
- постійний штат господарчих працівників (пічник, прибиральник, тощо);
- окремі учительські квартири (одна двокімнатна, дві — однокімнатні).

Споруда була дерев'яною із цегляним фундаментом. 
На початок 1932 навчання у школі було перекладено російською мовою, а будівля школи передана для потреб дитячого концтабору, влаштованого органами НКВС СРСР на території Голінки для накопичення безпритульних дітей та дітей, що були вражені тривалим голодуванням. За спогадами очевидців, територія школи була оточена колючим дротом, а дітям було заборонено контактувати із зовнішнім світом. Частина голінців прагнула передати свої дітей до концтабору, бо там було хоч і невеличке, але гарантоване харчування. Щоправда, це не рятувало багатьох із дітей від смерті, спровокованої голодними станами. 
З того часу територію кутка Марковичівка, де був розташований тимчасовий дитячий концтабір, почали називати Дєтдом. Ця назва збереглася по сьогоднішній день, проте голінці не здатні коректно пояснити причину такої назви. Адже вже 1935-го школа поновила роботу у звичному режимі, а навчальною мовою знову зробили українську. 
Після Другої світової війни будівля училища використовувалася за призначенням: тут навчалися старші класи Голінської восьмирічної школи, біля неї було розбудовано учительский куток Картоплянівку, де були надані будинки для провідних вчителів школи. 
У 1980-х роках весь навчальний процес переведено до нової шкільної будівлі у центрі Голінки, а стару земську споруду поступово розтягнули на будматеріали. Наразі від будівлі старого Міністерського училища на спасівській стороні залишився лише фрагмент фундаменту.  